# Tess Merkel
Eva Therese Margaretha Merkel, bekannt als Tess Merkel (* 18. April 1970 in Nyköping), ist eine schwedische Sängerin. Sie war bis 2018 Mitglied der Band Alcazar.

## Leben
Merkel wuchs in Nyköping auf. Sie begann ihre Karriere als Darstellerin in Musicals und war Showgirl bei Wallmans Salonger. Sie sang auch als Backgroundsängerin beim Melodifestivalen, 1993 für Lena Pålsson, 1997 für ihr späteres Bandmitglied Andreas Lundstedt und 2000 für die Band Avengers.
Im Jahr 1999 war Merkel Gründungsmitglied der Band Alcazar. Mit der Band nahm sie in den Jahren 2003, 2005, 2009, 2010 und 2014 am Wettbewerb Melodifestivalen teil, dem schwedischen Vorentscheid zum Eurovision Song Contest, 2021 als Solokünstlerin mit dem Song Good Life.
Merkel ist leidenschaftliche Pokerspielerin und nahm an der European Poker Tour 2006 in Barcelona teil. Sie war im gleichen Jahr auch Moderatorin des Finales des MGP Nordic 2006, einem skandinavischen Musikwettbewerb für Kinder.

## Privatleben
Merkel lebt mit ihren zwei Kindern aus früherer Beziehung  in Stockholm. Seit 2013 ist Merkel mit dem 16 Jahre jüngeren britischen Schauspieler und Model Kenny Solomons zusammen. Die beiden heirateten 2017.